# ديريك ألان
ديريك ألان (بالإنجليزية: Derek Allan)‏ (24 ديسمبر 1974 في المملكة المتحدة - ) هو لاعب كرة قدم بريطاني في مركز الدفاع. لعب مع برايتون أند هوف ألبيون وكوين أوف ساوث ونادي ساوثهامبتون ونادي دمبرتون ونادي كينغستونيان ونادي آير يونايتد.

## وصلات خارجية
- ديريك ألان على موقع قاعدة بيانات كرة القدم.إي يو (الإنجليزية)
- ديريك ألان على موقع Soccerbase.com (لاعب) (الإنجليزية)
- ديريك ألان على موقع عالم كرة القدم.نت (الإنجليزية)